# Querença
Querença ist eine Ortschaft und ehemalige Gemeinde an der Algarve in Portugal. Sie gehört zum Kreis Loulé und liegt etwa 10 km nördlich von Loulé, an den südlichen Ausläufern der Serra de Caldeirão.
Die Kirche „Maria Himmelfahrt“ (Igreja Matriz) stammt aus dem 16. Jahrhundert. Querença wurde vor allem durch seine Feste, wie die Festa das Chouriças (Wurstfest; im Januar), die Festa do Petisco (Delikatessenfest; im August) und die Festa dos Folares („Osterkuchenfest“) regional bekannt. Bekannt ist auch die unter Naturschutz stehende Quelle Fonte da Benémola, unterhalb der man längs des Flüsschens Ribeira da Menalva die Vielfalt der heimischen Flora und Fauna bewundern kann.
1997 verkleinerte sich die Fläche der Freguesia erheblich durch die Neugründung der Freguesia Tôr.
Im Zuge der Gebietsreform vom 29. September 2013 wurde Querença mit Tôr und Benafim zur neuen Gemeinde Querença, Tôr e Benafim zusammengeschlossen.

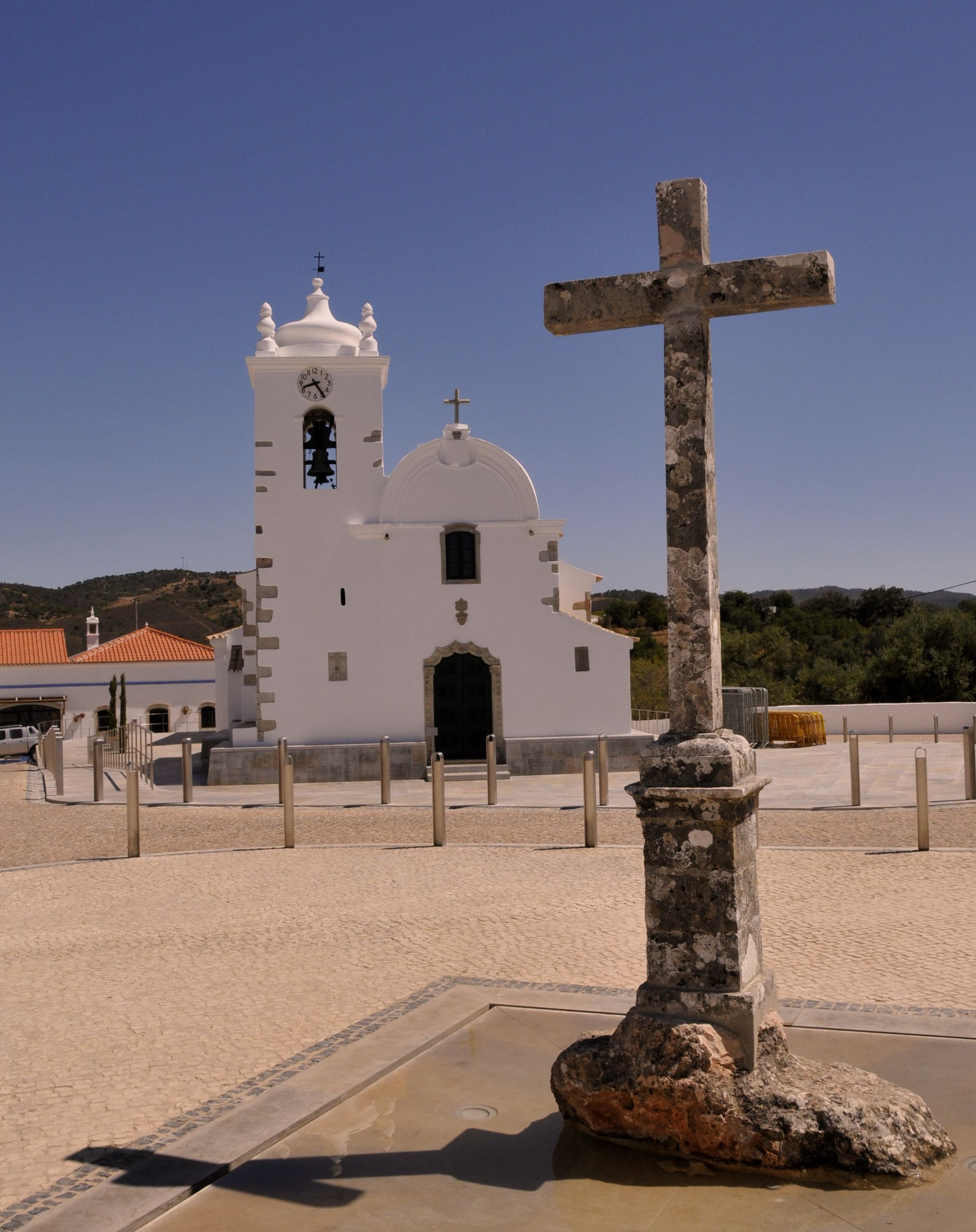
Kirche Nossa Senhora da Assunção in Querença
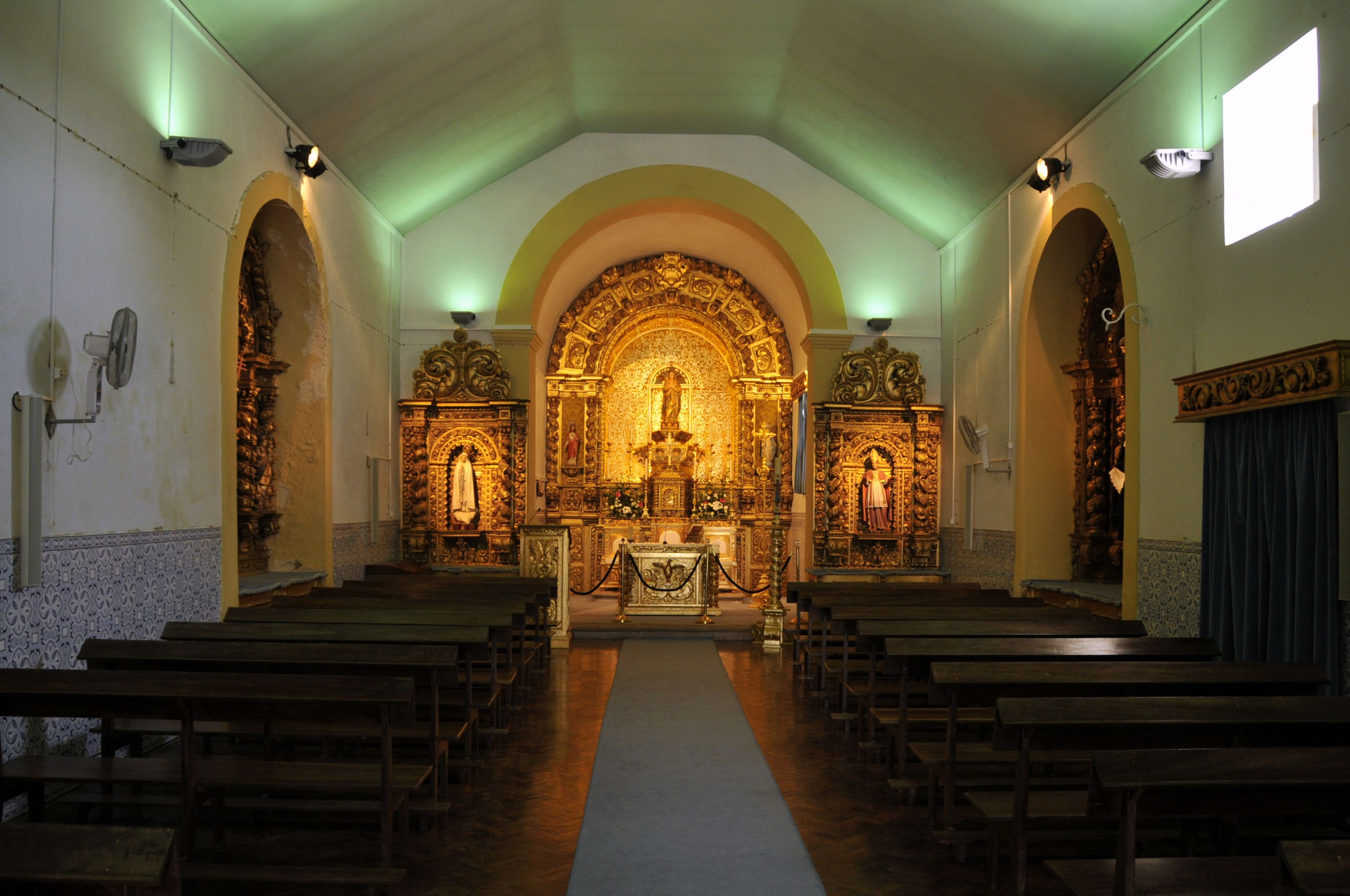
Inneres der Kirche
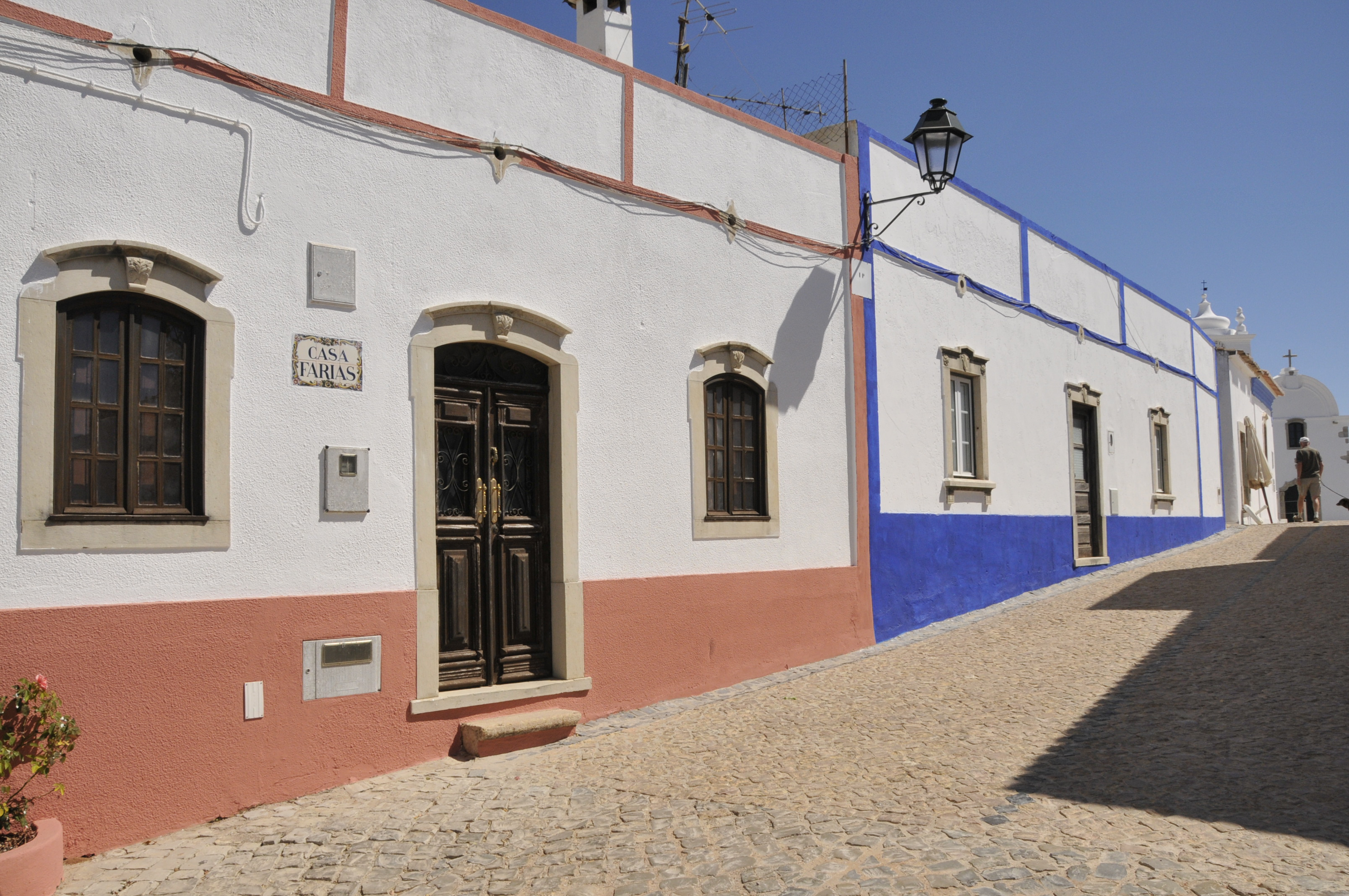
Gasse Passeio da Azinhaga in Querença
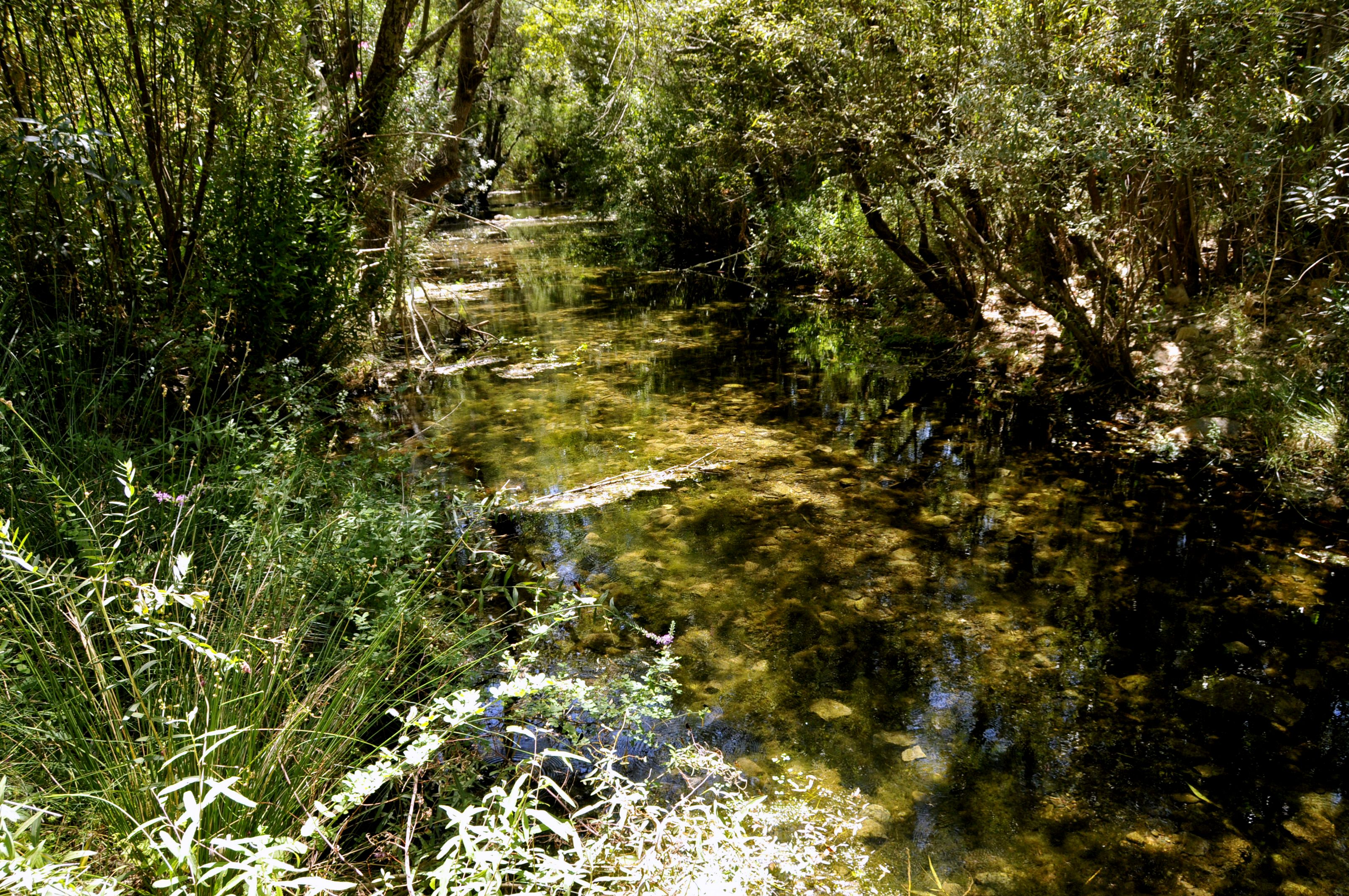
Bachlauf in der Nähe der Fonte Benémola